# SN 1984G
SN 1984G – supernowa odkryta 27 marca 1984 roku w galaktyce A102924-2627. W momencie odkrycia miała maksymalną jasność 18,50m.